# 半参数回归
统计学中，半参数回归包括结合了参数模型和非参数模型的回归模型。它们通常用于完全非参数模型可能表现不佳的情况，或者研究人员希望使用参数模型，但与回归子集有关的函数形式或误差密度不为人知的情况。半参数回归模型是半参数建模的一种特殊类型。半参数模型包含参数成分，依赖于参数假设，可能会出现规范误差与不一致的情况。

## 方法
目前已有许多不同的半参数回归方法。最流行的方法是部分线性模型、指数模型和变系数模型。

### 部分线性模型
部分线性模型如下
{\displaystyle Y_{i}=X'_{i}\beta +g\left(Z_{i}\right)+u_{i},\,\quad i=1,\ldots ,n,\,}
其中{\displaystyle Y_{i}}是因变量，{\displaystyle X_{i}}是解释变量的{\displaystyle p\times 1}向量，{\displaystyle \beta }是未知参数的{\displaystyle p\times 1}向量，{\displaystyle Z_{i}\in \operatorname {R} ^{q}}。部分线性模型的参数部分由参数向量{\displaystyle \beta }给出，而非参数部分是未知函数{\displaystyle g\left(Z_{i}\right)}。假设数据与{\displaystyle E\left(u_{i}|X_{i},Z_{i}\right)=0}独立同分布，模型允许未知形式的条件异方差误差过程{\displaystyle E\left(u_{i}^{2}|x,z\right)=\sigma ^{2}\left(x,z\right)}。这类模型由Robinson (1988)提出，并由Racine & Li (2007)扩展到处理分类协变量。
这种方法先获得{\displaystyle \beta }的{\displaystyle {\sqrt {n}}}一致估计量，然后用适当的非参数回归方法，从{\displaystyle Y_{i}-X'_{i}{\hat {\beta }}}对{\displaystyle z}的非参数回归中推出{\displaystyle g\left(Z_{i}\right)}的估计量。

### 指数模型
单一指数模型的形式是
{\displaystyle Y=g\left(X'\beta _{0}\right)+u,\,}
其中{\displaystyle Y}、{\displaystyle X}、{\displaystyle \beta _{0}}的定义与上文相同，误差项{\displaystyle u}满足{\displaystyle E\left(u|X\right)=0}。单一指数模型得名于模型的参数部分{\displaystyle x'\beta }，是标量单指数。非参数部分是未知函数{\displaystyle g\left(\cdot \right)}。

#### 市村法
市村(1993)提出的单一指数模型法如下。考虑{\displaystyle y}连续情形，给定函数{\displaystyle g\left(\cdot \right)}的已知形式，{\displaystyle \beta _{0}}可用非线性最小二乘法估计，使函数
{\displaystyle \sum _{i=1}\left(Y_{i}-g\left(X'_{i}\beta \right)\right)^{2}.}
最小化。{\displaystyle g\left(\cdot \right)}的函数形式未知，需要估计。对给定{\displaystyle \beta }值，函数估计值可用核密度估计得到，为
{\displaystyle G\left(X'_{i}\beta \right)=E\left(Y_{i}|X'_{i}\beta \right)=E\left[g\left(X'_{i}\beta _{o}\right)|X'_{i}\beta \right]}
市村(1993)建议用下式估计{\displaystyle g\left(X'_{i}\beta \right)}：
{\displaystyle {\hat {G}}_{-i}\left(X'_{i}\beta \right),\,}
为{\displaystyle G\left(X'_{i}\beta \right)}的留一非参数核估计量.

#### Klein与Spady估计量
Klein & Spady (1993)提出，若因变量{\displaystyle y}是二元的，并假设{\displaystyle X_{i}}、{\displaystyle u_{i}}独立，则可用最大似然估计法估计{\displaystyle \beta }。对数似然函数为
{\displaystyle L\left(\beta \right)=\sum _{i}\left(1-Y_{i}\right)\ln \left(1-{\hat {g}}_{-i}\left(X'_{i}\beta \right)\right)+\sum _{i}Y_{i}\ln \left({\hat {g}}_{-i}\left(X'_{i}\beta \right)\right),}
其中{\displaystyle {\hat {g}}_{-i}\left(X'_{i}\beta \right)}是留一估计量。

### 平滑系数/变系数模型
Hastie & Tibshirani (1993)提出了一种平滑系数模型
{\displaystyle Y_{i}=\alpha \left(Z_{i}\right)+X'_{i}\beta \left(Z_{i}\right)+u_{i}=\left(1+X'_{i}\right)\left({\begin{array}{c}\alpha \left(Z_{i}\right)\\\beta \left(Z_{i}\right)\end{array}}\right)+u_{i}=W'_{i}\gamma \left(Z_{i}\right)+u_{i},}
其中{\displaystyle X_{i}}是{\displaystyle k\times 1}向量，{\displaystyle \beta \left(z\right)}是{\displaystyle z}的未定平滑函数向量。
{\displaystyle \gamma \left(\cdot \right)}可表为
{\displaystyle \gamma \left(Z_{i}\right)=\left(E\left[W_{i}W'_{i}|Z_{i}\right]\right)^{-1}E\left[W_{i}Y_{i}|Z_{i}\right].}